# Chrysopa filicornis
Chrysopa filicornis là một loài côn trùng trong họ Chrysopidae thuộc bộ Neuroptera. Loài này được Fitch miêu tả năm 1855.